# SC Eendracht Aalst
Sportclub Eendracht Aalst – belgijski klub piłkarski, mający siedzibę w mieście Aalst, leżącym we Flandrii Wschodniej.

## Historia
Klub został założony 25 czerwca 1919 jako Eendracht Football Club Aalst. W 1920 roku został przyłączony do Belgijskiego Związku Piłki Nożnej. W 1923 roku doszło do pierwszej zmiany nazwy klubu na Sportclub Eendracht Aalst. Nazwa ta obowiązywała do 1951 roku. Wtedy też drużynę przemianowano na Koninklijke Sportclub Eendracht Aalst. W 1977 roku utworzono sekcję żeńską. W sezonie 1994/1995 Eendracht zajął 4. miejsce w pierwszej lidze belgijskiej, co jest największym sukcesem w historii klubu. W sezonie 1995/1996 zespół wystąpił w rozgrywkach Pucharu UEFA. W pierwszej rundzie wyeliminował Lewski Sofia (2:1, 1:0), jednak w drugiej uległ Romie (0:4, 0:0).
W sezonie 2001/2002 Eendracht spadł z pierwszej ligi. Zespół został postawiony w stan likwidacji i zmienił nazwę na Voetbal Club Eendracht Aalst 2002. Nie mógł uzyskać licencji na grę w drugiej lidze i rozpoczął występy od trzeciej. W latach 2003–2005 grał w drugiej lidze, a następnie znalazł się na trzecim szczeblu rozgrywek.
W 2012 zmienił nazwę na Sportclub Eendracht Aalst.

## Sukcesy
- Tweede klasse:
  - mistrzostwo (2): 1990/1991, 1993/1994
- Derde klasse:
  - mistrzostwo (1): 2010/2011

## Europejskie puchary
Legenda do wszystkich tabel:
- Q – runda eliminacyjna, 1/16, 1/8, 1/4, 1/2 – odpowiednia faza rozgrywek, Grupa – runda grupowa, 1r gr – pierwsza runda grupowa, 2r gr – druga runda grupowa, F – finał, R – runda, PO – play-off
- k. – rzuty karne, los. – losowanie, Dogr. – dogrywka, w. – zasada bramek strzelonych na wyjeździe

| Sezon   | Rozgrywki   | Runda | Przeciwnik   | Dom | Wyjazd | Ogólnie |
| ------- | ----------- | ----- | ------------ | --- | ------ | ------- |
| 1995/96 | Puchar UEFA | 1R    | Lewski Sofia | 1–0 | 2–1    | 3–1     |
| 1995/96 | Puchar UEFA | 2R    | AS Roma      | 0–0 | 0–4    | 0–4     |